# 竹原茂
竹原 茂（たけはら しげる、1943年 - ）は麗澤大学名誉教授。麗澤海外開発協会副会長。東京外国語大学講師。メーコックファーム・プロジェクト・ジャパン会長。ラオス生まれ。元ラオス政府経済計画省計画課長。旧名ウドム・ラタナヴォン。

## 人物
1943年ラオスサワンナケート県生まれ。ラオス政府から奨学金を受けヴィエンチャンのリセを卒業後、1965年に文部省国費留学生として来日し東京外国語大学留学生学生課程日本語専修卒業、一橋大学経済学部卒業。1971年麗澤海外開発協会嘱託、1972年に日本人の妻子を連れてラオスに帰国し、1973年ラオス政府経済計画省計画課長就任。1974年、ラオスの共産主義政党・ラオス人民革命党台頭から身の危険を感じるようになり、再び文部省の奨学生として再来日し、一橋大学大学院経済学研究科に入学。1975年共産主義のラオス人民民主共和国成立に伴い、日本に亡命。一橋大学院経済学研究科修士課程修了。
1978年麗澤大学外国語学部非常勤講師、1987年同助教授、1996年同教授。アジア連帯会議理事。メーコックファームプロジェクトジャパン(MFPJ)会長。麗澤海外開発協会(RODA)副理事、在日ラオス定住協会会長、ラオス統一自由機構「名誉国民」表彰。

## 著書
- 『ラオス・日本、アジアに生きる―異文化理解と国際協力の理想を求めて』麗澤大学出版会　2004年
- ラオス文化研究所 編『ラオス概説』（共著）めこん　2003年

## 研究内容
- アジア経済学
- 国際協力